# John Malkovich
John Gavin Malkovich, född 9 december 1953 i Christopher, Illinois, är en amerikansk skådespelare, regissör och filmproducent. 
John Malkovich är son till Anne (född Choisser) och Daniel Leon Malkovich.
Han har sin bakgrund i vid det här laget anrika teatersällskapet på Steppenwolf Theatre i Chicago där han träffade Gary Sinise som han samarbetat mycket med sedan dess. 
Malkovich har en stor bredd och gör både kostymdramer och lättare slapstick-komedier. Han har även spelat iskall mördare i flera filmer. I Spike Jonze's I huvudet på John Malkovich driver han med bilden av sig själv.
År 2002 debuterade Malkovich som regissör och manusförfattare med kortfilmen Hideous Man.

## Filmografi i urval
- 1984 – Dödens fält
- 1987 – Solens rike
- 1988 – Farligt begär
- 1990 – Den skyddande himlen
- 1992 – Möss och människor
- 1992 – Jennifer 8
- 1993 – Alive
- 1993 – I skottlinjen
- 1996 – Porträtt av en dam
- 1996 – Mary Reilly
- 1997 – Con Air
- 1998 – Mannen med järnmasken
- 1998 – Rounders - Sista spelet
- 1999 – I huvudet på John Malkovich
- 1999 – Jeanne d'Arc
- 2000 – Shadow of the Vampire
- 2000 – Samhällets olycksbarn (TV-serie)
- 2002 – Hideous Man (kortfilm; regi, manus och berättarröst)
- 2002 – Adaptation (cameoroll)
- 2002 – Napoleon (miniserie)
- 2003 – Johnny English
- 2002 – Ripley's Game
- 2004 – The Libertine (även produktion)
- 2005 – Liftarens guide till galaxen
- 2005 – Colour Me Kubrick
- 2006 – Eragon
- 2007 – In Transit
- 2007 – Juno (enbart produktion)
- 2007 – Beowulf
- 2008 – Changeling
- 2008 – Burn After Reading
- 2008 – Mutant Chronicles
- 2008 – Disgrace
- 2008 – Afterwards
- 2010 – Jonah Hex
- 2010 – Secretariat
- 2010 – Red
- 2011 – Transformers: Dark of the Moon
- 2013 – Warm Bodies
- 2013 – Red 2
- 2014 – Cesar Chavez
- 2014 – Pingvinerna från Madagaskar (röst)
- 2016 – Deepwater Horizon
- 2015 – 100 Years
- 2018 – Bird Box
- 2018 – ABC-morden (Miniserie)
- 2019 – Velvet Buzzsaw
- 2020 – Space Force (TV-serie)
- 2020 – The New Pope
- 2025 – Opus
- 2025 – Sacrifice
- 2025 – In the Hand of Dante